# Bifurcació Riera Blanca
Bifurcació Riera Blanca va ser una dependència de l'antiga línia de Magòria a Manresa de la Compañía General de los Ferrocarriles Catalanes S.A. (CGFC) i posteriorment de Ferrocarrils de la Generalitat de Catalunya (FGC), on es bifurcaven la línia original cap a l'estació de Magòria, la línia soterrada a l'estació de Barcelona-Plaça Espanya i la que anava al port de Barcelona. Va estar en servei entre els anys 1926 i 1987.

## Història

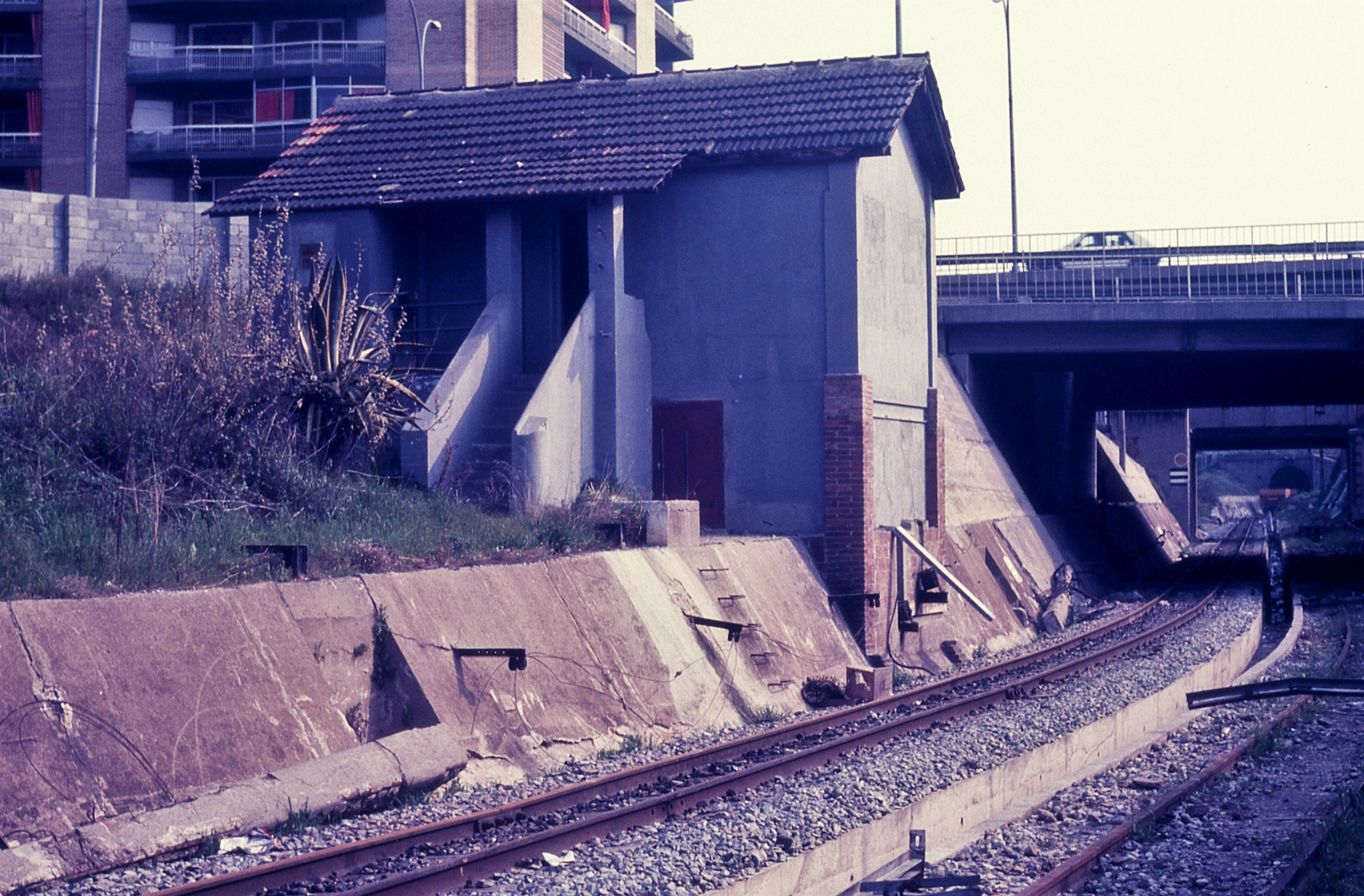
L'edifici de la bifurcació, quan ja s'estava desmantellant la via, el març de 1987.

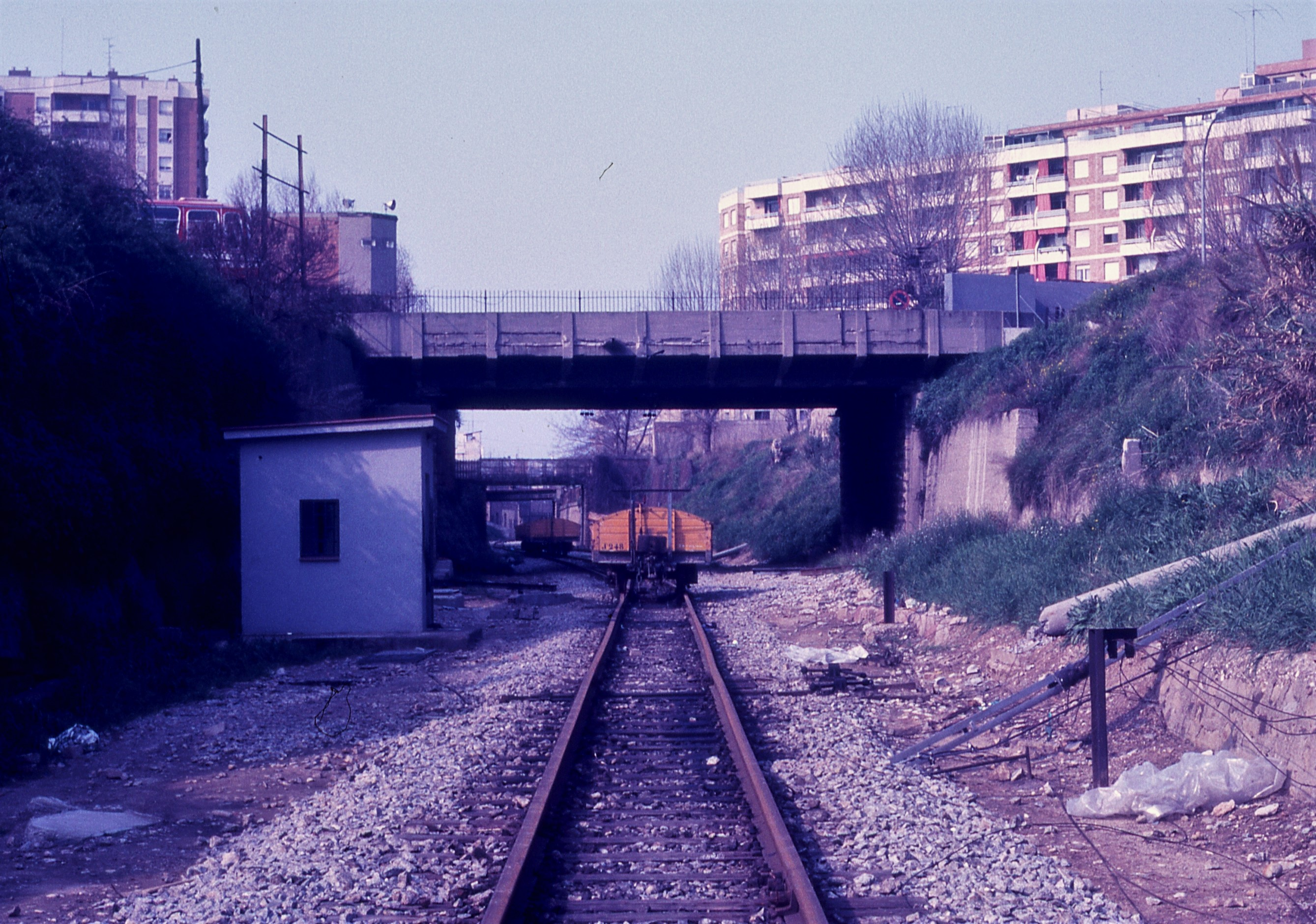
Vies de la bifurcació durant el seu desmantellament el març de 1987, en el punt de transició de via única a doble.

Després de la seva creació l'any 1919, i de la integració de les tres companyies que explotaven els ferrocarrils a partir dels quals va formar la seva xarxa, la Compañía General de Ferrocarriles Catalanes (CGFC) va endegar un ampli programa de construcció de noves línies i d'ampliació del parc de material rodant. Una d'aquestes noves línies, malgrat ser de poca longitud (1,6 km), era fonamental per tal de desenvolupar el servei de transport de viatgers, doncs permetia ubicar en una situació més cèntrica l'estació terminal de la xarxa a Barcelona, fins aleshores ubicada a l'estació de la Magòria, situada llavors als afores de la ciutat. Aquesta línia es bifurcaria de la original en un punt situat al barri de la Bordeta, a Barcelona, a tocar de la Rambla de Badal. Allà es va construir una bifurcació, anomenada Riera Blanca. Al mateix indret també es va ubicar l'inici de la línia al port de Barcelona, també de nova construcció, i que es va fer per poder disposar d'un accés directe al port de Barcelona, per transbordar als vaixells les mercaderies provinents de la seva futura extensa xarxa. La línia a la nova estació soterrada de Plaça Espanya i la Bifurcaació es van inaugurar el 27 de maig de 1926, i la del port el 26 de novembre del mateix any.
Des de llavors, l'agent de circulació ubicat a la Bifurcació s'encarregava d'accionar els desviaments existents per encaminar correctament els trens de viatgers cap a l'estació de Barcelona-Plaça Espanya i els de mercaderies cap a les estacions de Magòria o Barcelona-El Port i, en sentit contrari (direcció Sant Boi), cap a la via correcta del tram de doble via que començava aquí, i que es va construir també l'any 1926.
L'estació de Magòria va ser tancada al servei l'any 1974 i, simultàniament, el curt ramal que hi accedia. Per tant, des de llavors la Bifurcació Riera Blanca només servia a dues línies.
La línia del port va ser tancada el juliol de 1985, quan va ser substituïda per la nova línia de Barcelona El Port a Sant Boi, posada en servei l'11 d'aquell mes. Des de llavors només va quedar com a punt de transició entre la vía única i la vía doble, encara que ja sense un agent de circulació, doncs els desviaments van quedar integrats a l'enclavament de l'estació de Barcelona-Plaça Espanya. Finalment, amb la inauguració del nou tram soterrat de Sant Josep a Plaça d'Espanya el 22 de febrer de 1987, els trens van deixar de circular per aquest tram i la Bifurcació va ser definitivament clausurada.

## Instal·lacions
Les instal·lacions de la Bifurcació s'estenien entre la Rambla de Badal i el carrer de la Riera Blanca de Barcelona. Disposava d'un petit edifici, on hi havia els comandaments dels canvis d'agulles i dels senyals, accionats per cables amb transmissió funicular. Eren accionades per un agent ferroviari de circulació, en comunicació telefònica amb les estacions col·laterals. L'edifici estava situat entre les vies: per la part passaven les vies de les línies a Barcelona-Plaça Espanya i al port, i per la part nord la que donava accés a l'estació de Magòria.